# Список островов архипелага Новая Земля
Алфавитный список островов архипелага Новая Земля.
- Абанькины Камни
- Остров Александра (Архангельская область)
- Артюхов (остров)
- Остров Афанасьева

- Остров Бабушкина
- Базарный (остров)
- Башмачный
- Безводный (остров)
- Безымянный (остров, залив Цивольки)
- Безымянный (остров, Костин Шар)
- Беленький (остров)
- Белужий
- Белый (остров, Архангельская область)
- остров Берха
- Ближний (остров, Архангельская область)
- Близнец (остров)
- Богатый (остров)
- Остров Богословского
- Большая Луда
- Большой Безымянный
- Большой Заячий
- Большой Логинов
- Большой Олений
- Большой Саханин
- Остров Братков
- Братья Зандер
- Бритвин (остров)
- Остров Борисова

- Остров Валькова
- Остров Вальнева
- Остров Вепрева
- Остров Весёлого
- Остров Вильяма
- Внутренний
- Остров Врангеля (Архангельская область)
- Вторая Луда
- Входной (остров)

- Гагачий (остров, залив Рейнеке)
- Гагачий (остров, Митюшиха)
- Остров Гельмерсена
- Гемскерк
- Остров Глотова
- Глумянной
- Голец (остров, Новая Земля)
- Горбов (остров)
- Горн (остров, Новая Земля) 74°03′13″ с. ш. 58°19′45″ в. д.HGЯO
- Горбатый (остров, залив Цивольки)
- Горбатый (остров, залив Рогачёва)

- Дальний (остров, Баренцево море)
- Дальний (остров, Карское море)
- Двойной (остров, Баренцево море)
- Двойной (остров, Карское море)
- Домашний (остров, Архангельская область)

- Остров Ежова
- Остров Ермолаева

- Жарков (остров)
- Жемчуг (остров)
- Остров Жонголовича
- Остров Журавлёва

- Зелёный (остров, Архангельская область)
- Зубцы (камни)

- Избной

- Остров Казаринова
- Казобин
- Остров Калиткина
- Калтак (остров)
- Камень (остров)
- Камень Курочкина
- Камень-Южный
- Камни (остров)
- Камни Егорова
- Кармакульский
- Кекур (остров)
- Остров Колосова
- Остров Конюшникова
- Круглый (остров, Баренцево море)
- Круглый (остров, Карское море)
- Курган (остров)
- Кусова Земля

- Лагерный (остров, Архангельская область)
- Остров Лемана
- Остров Личутина
- Лот-Рыба
- Остров Лошкина
- Луда (остров, Архангельская область)
- Луда (скала)
- Луда-Бодиско
- Луда-Недоступная

- Малый Безымянный
- Малый Заячий
- Малый Логинов
- Малый Олений (остров, Архангельская область)
- Малый Саханин
- Медведка (остров)
- Медведь (остров, губа Митюшиха)
- Медвежий (остров, Баренцево море)
- Медвежий (остров, озеро Нехватова 1-е)
- Медвежья Горка
- Междушарский
- Митюшев (остров)
- Остров Михренгина

- остров Назимова
- Наковальня (остров)
- Остров Нелидова
- Ненцкий Камень
- Низкий (остров, Архангельская область)
- Остров Никольского
- Остров Норске

- Озерной (остров, Петуховский)
- Озерной (остров, Южные Горбовы)
- Октавина
- Опасный (камень)
- Отрезной

- Остров Панкратьева
- Паньков (остров)
- Пасынок (остров)
- остров Пахтусова
- Первая Луда
- Песчаный (остров, Архангельская область)
- остров Пинегина
- Остров Плеханова
- Плешь (остров)
- Плоский (остров, Большая Кармакульская)
- Плоский (остров, залив Рогачёва)
- Плоский (остров, Карское море)
- Плоский (остров, Саханиха)
- Остров Подрезов
- Остров Полуэктова
- Потыч (остров)
- Прибрежный (остров)
- Пуховый (остров, залив Моллера
- Пуховый (остров, Петуховский)
- Пять Пальцев

- Остров Рагозина
- Остров Рогинского
- Остров Розе
- Остров Рудакова

- Северный (остров, Новая Земля)
- Северный Крестовый
- Селезнёв (остров)
- Собачий
- Средний (остров, залив Нерпы)
- Средний (остров, Никольский Шар)
- Средняя Луда
- Остров Стадольского
- Сырой
- Остров Сытина

- Тайный
- Остров Тертыре
- Остров Тимофеева
- Толкунцы
- Остров Трескина
- Три Брата (скалы, Архангельская область)
- Тройной

- Узкий
- Утёс (остров)

- Остров Фёдора

- Остров Хабарова
- Остров Храмцова

- Остров Цамутали
- Цветной (остров)
- Остров Цивольки
- Циган (остров)

- Чайка (остров)
- Чаячий
- Остров Чевкунова
- Чёрный Камень

- Шапка (остров)
- Остров Шатилова
- Остров Шельбаха
- Остров Шестакова
- Остров Шипунова
- Остров Шишмарёва
- Шлем (остров)

- Южный (остров, Новая Земля)

- Остров Ярцева

## Группы островов
- Алебастровые (3)

- Острова Баренца (2)
- Острова Богдановы
- Большие Оранские (2)
- Братаны (острова) (2)
- Острова Броуна (3)

- Острова Галахова (2)
- Гольфстрим (острова) (2)
- Острова Горбовы (8)
  - остров Берха
  - Большой Заячий
  - Остров Личутина
  - Малый Заячий

- Острова Демидова (2)

- Острова Жонголовича (3)

- Острова Кокина (2)
- Острова Крапивина

- Малые Оранские (5)
- Медвежьи (острова) (5)
- Мелкие (6)

- Наркизовы камни (2)
- Острова Нахимова (2)

- острова Олафа (2)

- Петуховский архипелаг
  - Большой Олений
  - Остров Братков
  - Бритвин (остров)
  - Красные (острова) (2)
  - Малый Олений (остров, Архангельская область)
  - Озерной (остров, Петуховский)
  - Петухи (острова) (5)
  - Пуховый (остров, Петуховский)
  - Острова Пынины (4)
  - Тройной
  - Чёрные (острова) (3)
  - Цветной (остров)
- Пограничные (2)

- Раковая Лудка (2)
- Острова Рухлова (2)

- Острова Тюленьи (Архангельская область) (3)

- Острова Хейглина (3)

- Южные Горбовы (5)
  - Горбов (остров)
  - Озерной (остров, Южные Горбовы)
- Южные Крестовые острова (2)
  - остров Пинегина
  - остров Назимова